# Spartak Ługańsk (koszykówka)
BK Spartak Ługańsk (ukr. Баскетбольний клуб «Спартак» Луганськ, Basketbolnyj Kłub "Spartak"  Łuhanśk) – ukraiński klub koszykarski, mający siedzibę w mieście Ługańsk.

## Historia
Chronologia nazw:
- 1966: BK Awtomobilist Ługańsk (ukr. БК «Автомобіліст» Луганськ)
- 197?: klub rozwiązano
- 1976: BK Spartak Ługańsk (ukr. БК «Спартак» Луганськ)
- 1995: BK Ługań Ługańsk (ukr. БК «Лугань» Луганськ)
- 1997: BK Spartak Ługańsk (ukr. БК «Спартак» Луганськ)
- 1999: klub rozwiązano

Klub koszykarski Awtomobilist Ługańsk został założony w Ługańsku w 1966 roku z inicjatywy Pierwszego Sekretarza PK ZSRR w obwodzie ługańskim Wołodymyra Szewczenki. W 1966 zespół rozpoczął występy w Mistrzostwach Ukraińskiej SRR. W 1969 awansował do Pierwszej ligi mistrzostw ZSRR. W 1972 po zajęciu drugiego miejsca awansował do Wyższej ligi mistrzostw ZSRR, jednak nie utrzymał się w niej. Jednak potem przez konflikt z Szewczenki z Pierwszym Sekretarzem PKZR w Ukraińskiej SRR Wołodymyrem Szczerbyckim, w wyniku czego Szewczenko został zwolniony ze swojego stanowiska, a klub bez pomocy finansowej został rozwiązany. Dopiero w 1976 z inicjatywy trenera Jurija Welihury klub został odrodzony i nazwany Spartak Ługańsk. Zespół najpierw wygrał turniej barażowy i wrócił do Pierwszej ligi mistrzostw ZSRR, a w 1989 roku zwyciężył w lidze i awansował do Wyższej ligi. Debiutowy sezon 1989/90 na najwyższym poziomie zakończył na 8.miejscu.
Po odzyskaniu niepodległości przez Ukrainę w sezonie 1992 zespół debiutował w Wyższej Lidze Ukrainy, zdobywając brązowe medale mistrzostw. W następnym sezonie 1992/93 zajął 4.miejsce. W sezonie 1993/94 spadł na ósmą pozycję. W następnym sezonie 1994/95 zajął 11.miejsce. W sezonie 1995/96 z nazwą sponsora Ługań Ługańsk osiągnął 5.lokatę. Latem 1996 została utworzona Superliga, w której klub został sklasyfikowany na ostatniej 8.pozycji ligowej. W sezonie 1997/98 klub wrócił do poprzedniej nazwy i zakończył na 7.miejscu. W sezonie 1998/99 był ósmym. Sezon 1999/2000 klub nie dokończył, z powodów finansowych w grudniu 1999 został rozwiązany.

## Sukcesy
- mistrz Pierwszej Ligi ZSRR: 1988/89
- 8.miejsce w Wyższej Lidze ZSRR: 1989/90
- finalista Pucharu ZSRR: 1989/90
- brązowy medalista mistrzostw Ukrainy: 1992

## Koszykarze i trenerzy klubu

### Trenerzy
- 1966–197?:  Ołeksandr Kłymenko
- 1976–1983:  Jurij Welihura
- 1983–1994:  Władysław Pustoharow
- 1994–1997:  Wołodymyr Briuchowecki
- 1997–1999:  Władysław Pustoharow

## Struktura klubu

### Hala
Klub koszykarski rozgrywał swoje mecze domowe w hali Pałacu Sportu Dynamo w Ługańsku, który może pomieścić 1000 widzów. Wcześniej grał w hali Kompleksu Sportowego Spartak o pojemności 700 widzów.